# 小針崇宏
小針 崇宏（こばり たかひろ、1983年6月22日 - ）は、栃木県宇都宮市出身の高校野球指導者。作新学院高等学校保健体育科教諭。

## 来歴
1983年宇都宮市生まれ。
4歳年上の兄が野球をやっていた影響で、小学2年生のときから野球を始めた。宇都宮市立陽西中学校でも野球部に所属。
作新学院高等部2年時であった2000年春に第72回選抜高等学校野球大会に内野手として出場し、チームはベスト8進出。3年時は主将に就任したが、夏の大会は県予選で敗退した。
高校卒業後の2002年4月より筑波大学体育専門学群へ進学。大学でも野球部に入り、入学直後の春に怪我した先輩の代役で試合に出場し注目されたことによって、1年からレギュラーとなった。4年時には主将を務めた。
大学卒業後の2006年4月に保健体育科教諭として作新学院に入職し、硬式野球部のコーチに就任。現役時代の監督でもある大塚孝の引退に伴い、同年9月1日より硬式野球部監督に就任した。
2009年には同校を31年ぶりに夏の甲子園出場に導き、2011年から2021年まで10大会連続で夏の栃木大会を制した。また監督就任10年目である2016年の第98回全国高等学校野球選手権大会において、54年ぶりの甲子園優勝に導いた。
2025年5月23日の部活指導中、ある部員にグラブを外し素手で送球を受けるように不適切な指示をした。部員は帰宅後に痛みを訴え医療機関を受診したところ右手の薬指2ヶ所を骨折が判明し26日に手術を受け全治1ヶ月から2ヶ月の重傷。6月4日に野球部から作新学院高等学校に報告があり、学校は小針とコーチの佐藤允彦と部長を厳重注意。小針を6月9日付で謹慎処分とし、6月10日に栃木県高野連にも報告した。7月10日開幕予定の第107回全国高校野球選手権栃木大会では、学校長判断で小針は監督を外され、コーチの佐藤充彦を監督として登録した。

## 甲子園の成績
2025年春現在
- 春：出場4回・4勝4敗・勝率.500・優勝0回
- 夏：出場11回・17勝10敗・勝率.629・優勝1回
- 通算：出場15回・21勝14敗・勝率.600・優勝1回

## 指導したプロ入り選手
- 松崎啄也（日本製紙石巻→読売ジャイアンツ→鹿沼市の社会人野球チーム・鹿沼39）
- 石井一成（北海道日本ハムファイターズ ）
- 今井達也（埼玉西武ライオンズ）
- 入江大生（横浜DeNAベイスターズ）